# Myotis morrisi
Myotis morrisi es una especie de murciélago de la familia Vespertilionidae.

## Distribución geográfica
Se encuentra en Etiopía y Nigeria.

## Hábitat
Su hábitat natural son: sabanas, áridas y húmedas, cuevas, y  otros hábitats subterráneos.